# 神畑駅
神畑駅（かばたけえき）は、長野県上田市神畑にある上田電鉄別所線の駅である。駅番号はBE07。

## 歴史
- 1921年（大正10年）6月17日：上田温泉電軌により、川西線の駅として開業[1]。
- 1939年（昭和14年）
  - 3月19日：路線名称変更により、別所線の駅となる。
  - 9月1日：社名変更により、上田電鉄の駅となる。
- 1943年（昭和18年）10月21日：合併により、上田丸子電鉄の駅となる。
- 1969年（昭和44年）5月31日：社名変更により、上田交通の駅となる。
- 1990年（平成2年）：駅改築[1]。
- 2005年（平成17年）10月3日：鉄道部門子会社化により、上田電鉄の駅となる。
- 2016年（平成28年）8月：駅ナンバリングが導入され、使用を開始[2][3]。

## 駅構造
単式1面1線のホームを持つ地上駅。開業時から無人駅である。

## 利用状況
近年の一日平均乗車人員の推移は下記のとおり。
| 年度   | 一日平均 乗車人員 |
| ------ | ----------------- |
| 2010年 | 66                |
| 2011年 | 58                |
| 2012年 | 54                |
| 2013年 | 59                |
| 2014年 | 51                |
| 2015年 | 46                |
| 2016年 | 48                |
| 2017年 | 50                |

## 駅周辺
- オルガン針中央工場[1]
- ミルキーウェイ（レストラン）

この他、駅周辺には民家やマンション・アパートなどがある。
- 産川

## 隣の駅
上田電鉄
■別所線
寺下駅（BE06） - 神畑駅（BE07） - 大学前駅（BE08）